# Observatoire Goodricke-Pigott
Pour les articles homonymes, voir Goodricke.
L'Observatoire Goodricke-Pigott est un observatoire astronomique privé situé à Tucson dans l'Arizona aux États-Unis. 
Il a été mis en service officiellement le 26 octobre 1996, et a débuté ses observations le soir même avec un cliché numérique de la comète Hale-Bopp.
L'observatoire est nommé d'après deux astronomes de la fin du XVIIIe siècle, John Goodricke et Edward Pigott, qui ont vécu à York, en Angleterre.

## Télescopes de l'observatoire
L'observatoire a commencé ses observations avec un télescope Celestron C14 d'une ouverture de 0,35 m, et un télescope Schmidt-Cassegrain f/11.